# Alstonia boulindaensis
Alstonia boulindaensis är en oleanderväxtart som beskrevs av P. Boiteau. Alstonia boulindaensis ingår i släktet Alstonia och familjen oleanderväxter. Inga underarter finns listade i Catalogue of Life.